# Televisió intel·ligent

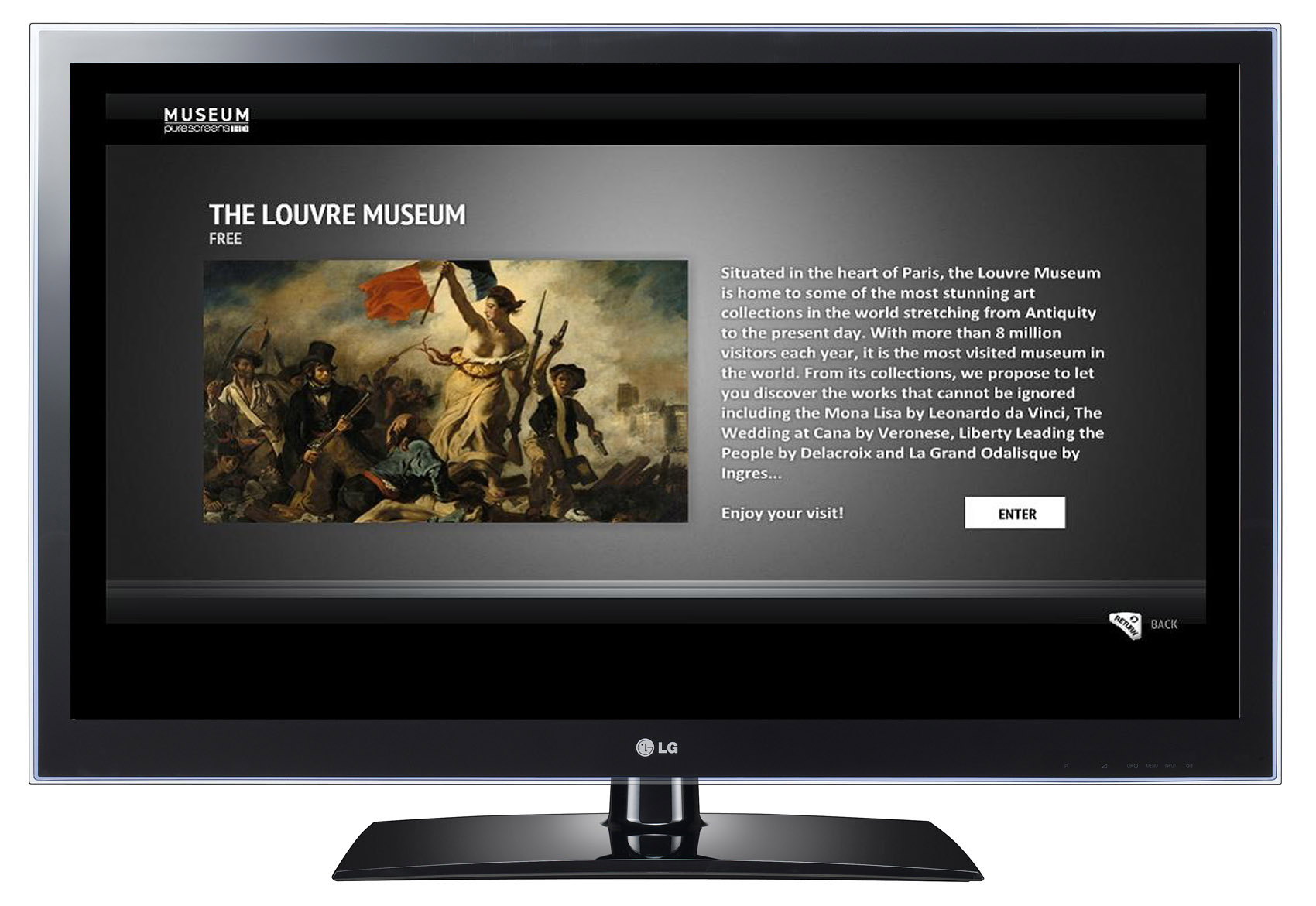
Una televisió intel·ligent

La televisió intel·ligent (en anglès smart TV, també coneguda com a televisió híbrida) descriu la integració d'Internet i de les característiques Web 2.0 a la televisió digital i al receptor de televisió, així com la convergència tecnològica entre els ordinadors i aquests televisors i receptors de televisió. Aquests dispositius se centren en els mitjans interactius en línia, en la televisió per Internet, i en altres serveis com el vídeo a la carta.
La tecnologia dels televisors intel·ligents no només s'incorpora en els aparells de televisió, sinó també en altres dispositius com ara els receptors de televisió, reproductors Blu-ray, consoles de videojocs i sistemes de cinema domèstic, entre d'altres. Aquests dispositius permeten els espectadors buscar i trobar vídeos, pel·lícules, fotografies i altres continguts en línia, en un canal de televisió per cable, en un canal de televisió per satèl·lit o emmagatzemat en un disc dur local.
És un concepte paral·lel al de telèfon intel·ligent, referent a la integració d'Internet, ginys web i aplicacions de programari en els telèfons mòbils, d'on prové el nom.

## Història
La recepció de la televisió digital i, en particular, de la televisió d'alta definició està ben establerta a tot Europa. La televisió per Internet i el lliurament de contingut multimèdia per a l'usuari a través d'Internet són cada vegada més comuns, encara que aquest contingut sovint és vist en un ordinador o alimentat amb una pantalla de televisió des de l'ordinador a través d'un reproductor multimèdia connectat a un de la xarxa domèstica.
Algunes de les característiques dels anomenats televisors intel·ligents ja formaven part d'alguns televisors i dels receptors de televisió des de l'any 2005. Els televisors intel·ligents es van començar a comercialitzar el 2010 sota aquest nom, abans eren coneguts com a Internet TV.
Van néixer amb la intenció d'ampliar l'abast dels continguts multimèdia directament a la televisió domèstica per tal que el teleespectador pugui accedir amb més comoditat tant al contingut de transmissió digital com al contingut multimèdia d'Internet en un televisor mitjançant un sol comandament a distància i una única interfície d'usuari en la pantalla.
Els fabricants de televisors van aprofitar la Fira Internacional d'Electrònica de Consum, que es va realitzar en Las Vegas durant l'inici de l'any 2011 per promocionar els televisors intel·ligents.
Un dispositiu de televisió intel·ligent pot fer referència a dos conceptes diferents. Per una banda, pot referir-se a un televisor que compta amb la integració d'Internet, però per l'altra, també pot fer referència a un receptor de televisió que ofereix una capacitat de computació més avançada i una major connectivitat que un conjunt bàsic de televisió contemporània.
En aquest últim cas, destaca el LG ST600 Smarty TV upgrader creat per LG, que és una petita caixa que actualitza un televisor que originalment només reprodueix la sortida de l'antena del televisor, sense connexió a Internet. Aquest dispositiu, que compta amb connexió Wi-Fi i ethernet, li afegeix les funcionalitats pròpies de la televisió intel·ligent al televisor, com la connexió a Internet o la possibilitat de fer streaming de vídeo des d'altres ordinadors.
La televisió intel·ligent permet instal·lar i executar aplicacions avançades o connectors basats en una plataforma específica, tal com faria el sistema informàtic d'un ordinador integrat en el televisor. Els televisors intel·ligents executen un sistema operatiu o el programari complet d'un sistema operatiu mòbil oferint una plataforma per al desenvolupador de programari.
La televisió intel·ligent permet a l'usuari:
- Lliurar continguts d'altres equips o dispositius d'emmagatzematge a la xarxa, com fotografies, pel·lícules i música utilitzant un programa de servei DLNA,[7] com Windows Media Player en l'ordinador o Network Access Server, o a través d'iTunes.
- Proporcionar accés a serveis basats en Internet, mitjançant IPTV, així com cercar i navegar per Internet, pels serveis de vídeo a la carta, guia electrònica de programació, la personalització, xarxes socials i altres aplicacions multimèdia.
- Visualitzar els continguts en alta definició.
- Llançar aplicacions associades a un canal concret, com vídeos relacionats amb el contingut, sistemes de votacions, sistemes d'apostes i participació en concursos, publicitat interactiva.
- Gravar en el seu disc dur els serveis que s'estan emetent en un moment determinat.
- Instal·lar aplicacions sobre la plataforma, com ara jocs, que es poden fer córrer en qualsevol moment.
- Facilitar les compres realitzades en Internet.
- Controlar de forma remota el televisor amb el mòbil de l'usuari, mitjançant aplicacions desenvolupades pels dispositius que compten amb Android i l'iPhone. Alguns també compten amb xarxes de telefonia per Internet, com per exemple Skype.

## Tecnologia
Si bé el concepte dels televisors intel·ligents encara es troba en la seva fase incipient, amb propers marcs de programari com la propietat de Google TV i plataformes de codi obert XBMC que reben una gran quantitat d'atenció pública en els mitjans de comunicació en l'àrea de consum del mercat, ofertes de companyies com Logitech, Sony, LG, Boxee, Samsung i Intel han indicat els productes que donarà als usuaris de televisió les capacitats de recerca, i la capacitat d'executar aplicacions (també disponibles a través d'un 'app store'), interactivitat de contigunts sota demanda, comunicacions personalitzades i funcions de xarxes socials.

### Sistema operatiu
Hi ha una gamma àmplia de sistemes operatius mòbils disponibles, i encara que la majoria es dirigeixen als telèfons intel·ligents, ordinadors portàtils o tauletes tàctils, alguns també funcionen en televisors intel·ligents o fins i tot s'han dissenyat específicament per a l'ús en aquests dispositius. La majoria de vegades el sistema operatiu d'aquest tipus de televisors estan basats en plataformes de codi obert. El sistema operatiu més emprat per aquest tipus de televisors és Android, encara que també s'utilitza Unix, Linux i Bada, creat per la companyia Samsung.

### Connexió a Internet

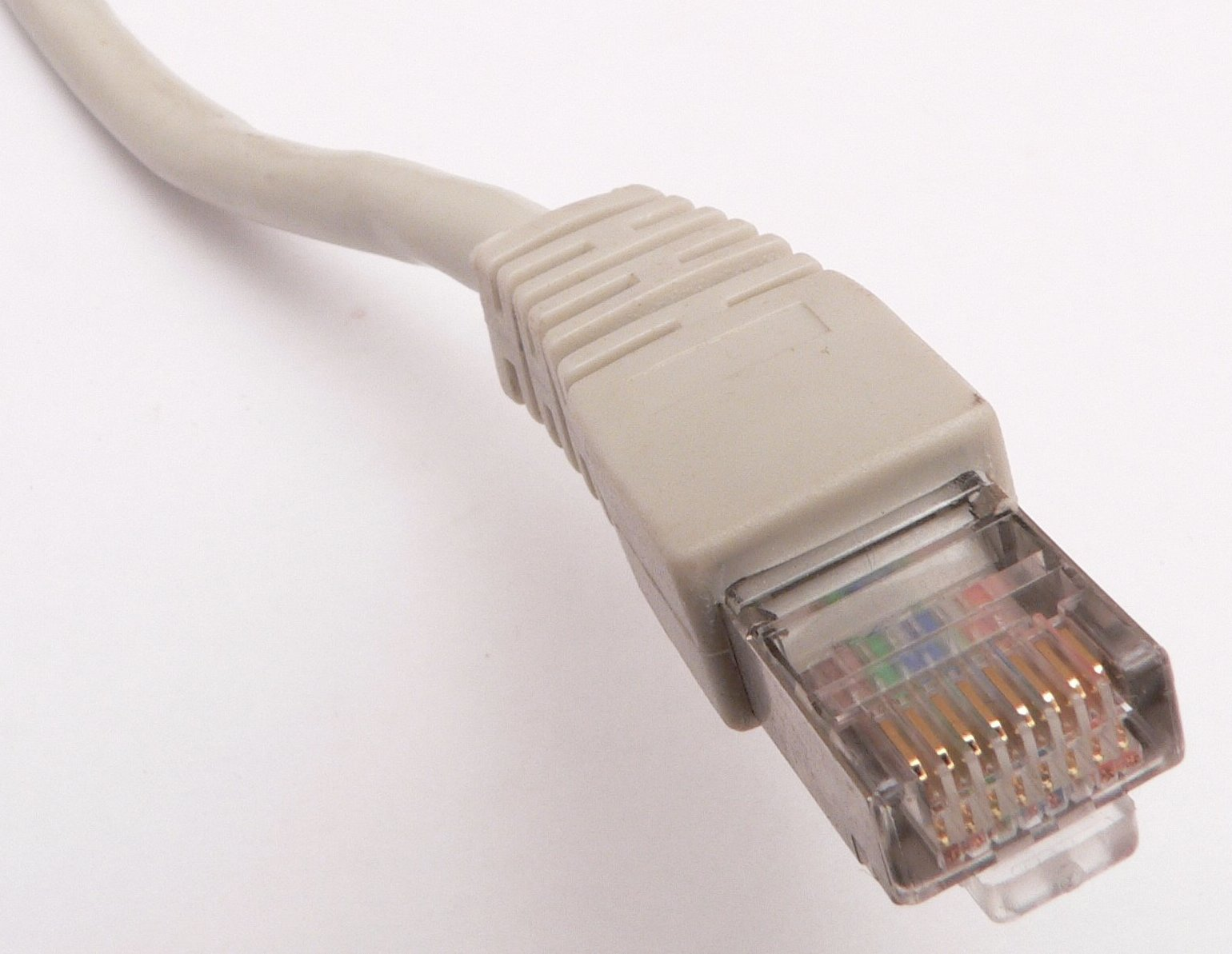
Connector Ethernet

Tots els televisors intel·ligents tenen un port Ethernet, normalment situat a la seva part posterior, que permet connectar un cable que s'encamina a un mòdem de banda ampla o a un encaminador. Aquest fet implica que el televisor ha d'estar situat a prop d'un d'aquests, per la qual cosa la majoria dels televisors intel·ligents disposen de connexió Wi-Fi, que permet connectar el dispositiu sense cables a la xarxa domèstica.

### Interfície
El disseny i el desenvolupament d'una interfície de televisió intel·ligent és un desafiament complex, i no simplement una qüestió de la integració de les fonts d'entrada diferents. L'experiència dels consumidors ha de ser optimitzada perquè tots els mitjans de comunicació s'integrin a la perfecció i siguin accessibles a través d'una guia electrònica de programació única, cosa que requereix la presència de programari molt avançat.
Els televisors intel·ligents compten amb una interfície agradable per la qual és possible navegar d'una forma intuïtiva i còmoda, i a la vegada permeten que l'usuari compti amb un alt grau d'interacció amb el dispositiu. Alguns dispositius també responen a comandes de veu.

## Serveis
La televisió intel·ligent permet als usuaris veure serveis avançats al seu televisor de pantalla plana, a través d'un únic dispositiu. A més d'una gamma més àmplia dels continguts dels proveïdors de televisió - que van des de la televisió tradicional de difusió, vídeo a la carta i serveis de catch-up TV, com BBC iPlayer - aquests nous dispositius també ofereixen als consumidors accés al contingut generat pels mateixos usuaris (ja sigui emmagatzemat en una disc dur extern, o emmagatzemat en un núvol), i una àmplia gamma de serveis interactius avançats i pàgines de continguts en Internet, com YouTube.
Els receptors de televisió amb televisió intel·ligent són cada vegada més comuns entre els operadors de televisió de pagament, ja que busquen satisfer les tendències de consum de mitjans de contingut de vídeo, interactivitat i aplicacions avançades a Internet, com les xarxes socials.

### Televisió a la carta
Els televisors intel·ligents ofereixen a l'usuari la possibilitat d'interacció amb serveis televisius que ofereixin el servei de vídeo a la carta, com TV3, de forma que el teleespectador pugui escollir el moment en què vol veure un determinat programa. També disposa de l'opció de gravar-lo en un dispositiu d'emmagatzematge, com podria ser un disc dur.

### Xarxes socials
Les plataformes de televisió intel·ligents es poden ampliar amb tecnologies que permeten la interacció del dispositiu amb les xarxes socials, amb les quals els usuaris poden veure les actualitzacions i publicar les seves pròpies actualitzacions a alguns dels serveis de xarxes socials (com ara les xarxes socials Boxee, o les interfícies de Facebook, Last.fm, Tumblr i Twitter, entre d'altres serveis similars), incloent publicacions relacionades amb el contingut que s'està reproduint a temps real.
L'addició de la sincronització amb les xarxes socials proporciona una interacció entre els continguts en pantalla i els espectadors que no està actualment disponible per a la majoria dels televisors. És a dir, els usuaris poden comentar els continguts del servei que estan visualitzant en directe en un moment determinat mitjançant les xarxes socials amb altres teleespectadors.

### Aplicacions
Els televisors intel·ligents permeten a l'usuari descarregar-se d'Internet i instal·lar una variada gamma d'aplicacions. Els televisors tenen una pàgina d'inici que permet a l'usuari accedir a totes les diferents funcions, i també apareixen els enllaços a les botigues d'aplicacions individuals. De moment, totes les aplicacions disponibles en els televisors intel·ligents són gratuïtes, però els fabricants tenen planejat treure a la venda properament les aplicacions de pagament més populars creades pels telèfons intel·ligents. En alguns fabricants, com és el cas de Sony, les noves aplicacions es descarreguen automàticament quan estan disponibles, i es poden seleccionar des de la pàgina principal. Les aplicacions disponibles inclouen jocs, ràdio per Internet, informació meteorològica i entreteniment. Cada televisor té el seu propi entorn operatiu, i per això no és possible traduir aplicacions d'un dispositiu a un altre.

### Visualització en tres dimensions
La majoria de televisors intel·ligents reprodueixen continguts 3D que es veuen en la pantalla mitjançant les ulleres 3D. També poden comptar amb un conversor de continguts 2D a 3D, per tal d'adaptar els continguts previs.
Alguns també reprodueixen so en 3D,que se sincronitza automàticament amb la imatge en 3D i els continguts, de forma que s'avança mitjançant moviments laterals i s'adquireix sensació de profunditat.

## Llista de plataformes de televisió intel·ligent
La següent llista inclou algunes de les plataformes de televisió intel·ligent més notables:

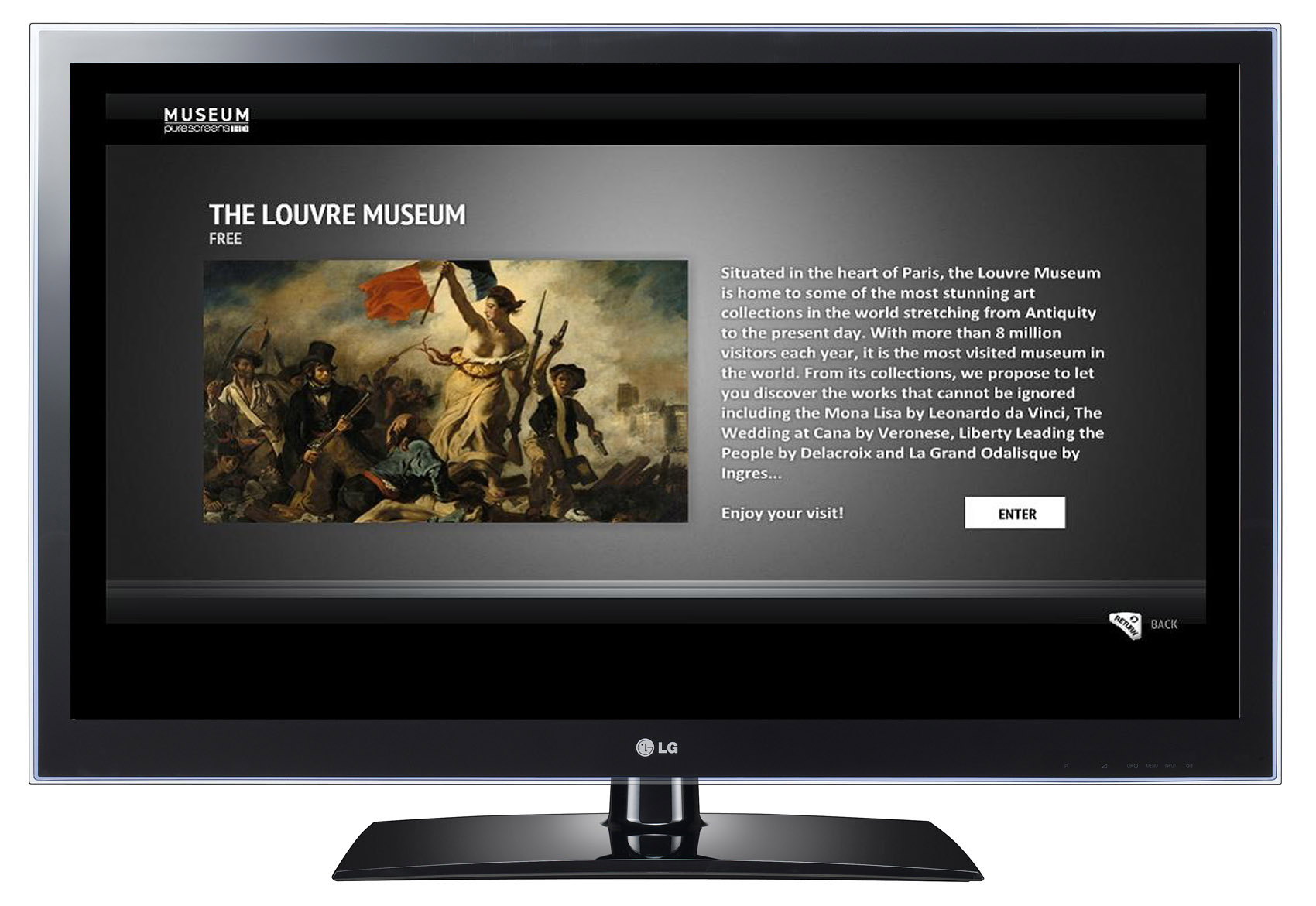
Televisor intel·ligent de LG

### Específics del proveïdor de plataformes de televisió intel·ligent
- LG NetCast (d'LG Electronics) "Smart TV" per LG Electronics.
- Panasonic Viera Connect (de Panasonic).
- Philips NetTV (de Philips) basat en els estàndards Open IPTV Forum.
- Samsung Smart TV (de Samsung).[18]

### Proveïdor de programari intermediari pel televisor
- Boxee (popular bifurcació del programari del centre de mitjans XBMC amb una GUI personalitzada i amb un marc propi per aplicacions adaptades al televisor domèstic).
- Google TV (plataforma per televisors intel·ligents basada en Android feta per Google, Intel, Sony i Logitech per crear televisió interactiva. Va ser anunciada el maig del 2010).[19]
- HbbTV, del consorci HbbTV. Es tracta alhora d'un model estàndard de la indústria i d'una iniciativa promocional per a la televisió híbrida per tal d'harmonitzar el broadcast, la IPTV, i el lliurament per banda ampla d'entreteniment per al consumidor final a través de televisors intel·ligents i dels receptors de televisió.
- MeeGo per a televisió intel·ligent (projecte de codi obert creat per Intel, Nokia i Linux que es crea a partir d'una bifurcació de XBMC i de la unió dels sistemes operatius Maemo i Moblin).[20] Permet l'execució d'aplicacions, té incorporat l'accés a les xarxes socials, jocs i compta amb moltes de les altres característiques pròpies de la televisió intel·ligent.